# Infinity Blade
Infinity Blade è stato un videogioco di ruolo d'azione sviluppato da Chair Entertainment e Epic Games, pubblicato attraverso App Store il 9 dicembre 2010. È il primo videogioco iOS ad eseguire sul motore grafico Unreal Engine 3. È un gioco che sfrutta il touch screen della piattaforma per poter dare sferzate e stoccate al nemico di turno e per poter parare o schivare gli attacchi nemici.
Il gioco, insieme ai suoi due sequel, è stato rimosso dall'App Store il 10 dicembre 2018, a causa delle difficoltà nell'aggiornamento del gioco per l'hardware più recente.

## Trama
Infinity Blade narra le vicende di una terra lontana, una terra dominata da un malvagio signore che con il pugno di ferro e con un regime di costante terrore ha saputo tenere in scacco le terre libere del mondo. Stiamo parlando del Re Dio (alias Raidriar), sovrano incontrastato di tutte le terre conosciute, che con il suo immenso potere ha annichilito l'umanità. Una nobile dinastia di guerrieri si erge ad unico baluardo contro il malvagio Re Dio, e saremo proprio noi ad impersonare il guerriero prescelto per l'eliminazione dell'Immortale. La potenza del sovrano è però molto superiore alle nostre aspettative, ed infatti servirà più di una stirpe per poterlo sconfiggere.

## Caratteristiche
Il gioco ruota intorno all'idea di riaffrontare lo stesso percorso diventando, però, di volta in volta sempre più potenti. Difatti il giocatore ogni volta avrà a disposizione tutte le armi e le abilità ottenute nella partita precedente. Avremo a disposizione tantissimi equipaggiamenti (che vanno da spade, mazze, asce di ogni tipo e forma per arrivare a scudi, armature e anelli magici) per poterci far strada nella fortezza del Re Dio. Questi equipaggiamenti si potenzieranno automaticamente dopo ogni combattimento, fino a raggiungere un livello massimo oltre il quale non saliranno più. Infinity Blade è dunque un gioco di combattimenti, che sfrutta il touch screen della piattaforma per poter dare sferzate e stoccate al nemico di turno e per poter parare o schivare gli attacchi nemici.

## Piattaforme compatibili
Questo gioco si trovava soltanto su App Store.